# Lista de prefeitos de Espírito Santo (Rio Grande do Norte)
Esta é a lista de prefeitos de Espírito Santo, município brasileiro do estado do Rio Grande do Norte.
| Nº                                                                                               | Prefeito                           | Imagem                    | Partido                          | Início de mandato      | Fim de mandato         | Vice-prefeito                      | Observações                        |
| ------------------------------------------------------------------------------------------------ | ---------------------------------- | ------------------------- | -------------------------------- | ---------------------- | ---------------------- | ---------------------------------- | ---------------------------------- |
| 1                                                                                                | Pedro Figueiredo Sobrinho          |                           | PSD                              | 9 de janeiro de 1962   | 30 de janeiro de 1964  | —                                  | Prefeito nomeado                   |
| 2                                                                                                | Gilvan Luz                         |                           | PSD                              | 31 de janeiro de 1964  | 30 de janeiro de 1969  | não encontrado                     | Prefeito e vice eleitos            |
| 3                                                                                                | Manoel Gomes Teixeira              |                           | ARENA                            | 31 de janeiro de 1969  | 30 de janeiro de 1973  | Edvaldo Germano de Lima            | Prefeito e vice eleitos            |
| 4                                                                                                | Gildo Luz                          |                           | ARENA                            | 31 de janeiro de 1973  | 30 de janeiro de 1977  | Manoel Correia de Lima             | Prefeito e vice eleitos            |
| 5                                                                                                | Manoel Gomes Teixeira              |                           | ARENA                            | 31 de janeiro de 1977  | 30 de janeiro de 1983  | não encontrado                     | Prefeito e vice eleitos            |
| 6                                                                                                | Manoel Correia de Lima             |                           |                                  | 31 de janeiro de 1983  | 31 de dezembro de 1988 | não encontrado                     | Prefeito e vice eleitos            |
| 7                                                                                                | Manoel Gomes Teixeira              |                           | PFL                              | 1º de janeiro de 1989  | 31 de dezembro de 1992 | Gildo Luz                          | Prefeito e vice eleitos            |
| 8                                                                                                | Francisco Araújo de Souza          |                           |                                  | 1º de janeiro de 1993  | 31 de dezembro de 1996 | não encontrado                     | Prefeito e vice eleitos            |
| 9                                                                                                | Manoel Gomes Teixeira              |                           | PFL                              | 1º de janeiro de 1997  | 31 de dezembro de 2004 | não encontrado                     | Prefeito e vice eleitos            |
| 9                                                                                                | Manoel Gomes Teixeira              | não encontrado            | PFL                              | 1º de janeiro de 1997  | 31 de dezembro de 2004 | Prefeito e vice reeleitos          |                                    |
| 10                                                                                               | Daise Florêncio da Costa Correia   |                           | PFL                              | 1º de janeiro de 2005  | 31 de dezembro de 2012 | Fernando Luiz Teixeira de Carvalho | Prefeita e vice eleitos            |
| 10                                                                                               | Daise Florêncio da Costa Correia   | PP                        | Antonio Figueiredo de Souza Neto | 1º de janeiro de 2005  | 31 de dezembro de 2012 | Prefeita reeleita e vice eleito    |                                    |
| 11                                                                                               | Francisco Araújo de Souza          |                           | PMDB                             | 1º de janeiro de 2013  | 31 de dezembro de 2016 | Fernando Luiz Teixeira de Carvalho | Prefeito e vice eleitos            |
| 12                                                                                               | Fernando Luiz Teixeira de Carvalho |                           | PSDB                             | 1º de janeiro de 2017  | 5 de setembro de 2024  | Luiz Antônio Venceslau             | Prefeito e vice eleitos            |
| 12                                                                                               | Fernando Luiz Teixeira de Carvalho | Prefeito e vice reeleitos | PSDB                             | 1º de janeiro de 2017  | 5 de setembro de 2024  | Luiz Antônio Venceslau             |                                    |
| Entre 5 de setembro e 10 de setembro de 2024, o cargo de Prefeito de Espírito Santo esteve vago. |                                    |                           |                                  |                        |                        |                                    |                                    |
| 13                                                                                               | Joab Gomes de Lima                 |                           | PSDB                             | 10 de setembro de 2024 | 26 de setembro de 2024 | —                                  | Vice-presidente da Câmara no cargo |
| 14                                                                                               | Luiz Antônio Venceslau             |                           | PSDB                             | 27 de setembro de 2024 | 31 de dezembro de 2024 | —                                  | Vice-prefeito eleito no cargo      |
| 15                                                                                               | José Fagner Freire                 |                           | PSDB                             | 1º de janeiro de 2025  | até a atualidade       | Luiz Antônio da Silva              | Prefeito e vice eleitos            |